# Espacio homogéneo

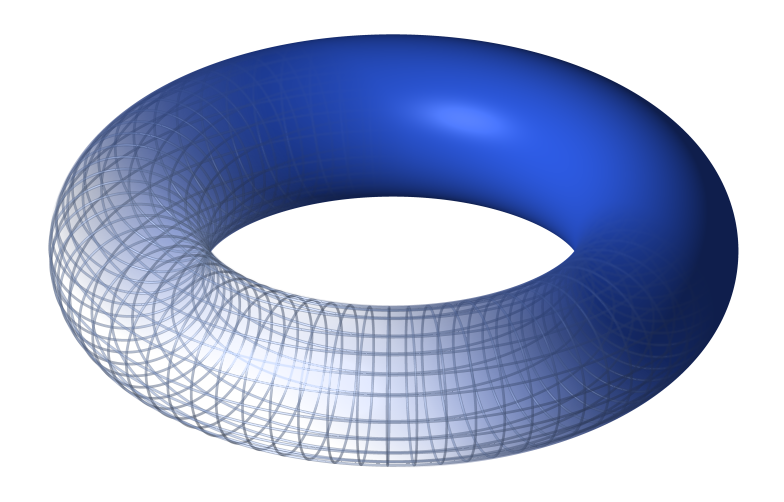
Un toro. El toro estándar es homogéneo bajo sus grupos de difeomorfismo y de homeomorfismo, y el toro plano es homogéneo bajo sus grupos de difeomorfismo, homeomorfismo e isometría

En matemáticas, un espacio homogéneo es, de manera muy informal, un espacio que parece igual en todas partes independientemente de que se produzca un movimiento dado por la acción de un grupo. Los espacios homogéneos aparecen en la teoría de grupos de Lie, de grupos algebraicos y de grupos topológicos. Más precisamente, un espacio homogéneo para un grupo G es una variedad no vacía o un espacio topológico X sobre el que G actúa transitivamente. Los elementos de G se denominan simetrías de X. Un caso especial es cuando el grupo G en cuestión es el grupo de automorfismo del espacio X. Aquí, "grupo de automorfismo" puede significar grupo de isometría, difeomorfismo u homeomorfismo. En este caso, X es homogéneo si intuitivamente parece localmente igual en cada punto, ya sea en el sentido de las isometrías (geometría rígida), los difeomorfismos (geometría diferencial) u los homeomorfismos (topología). Algunos autores insisten en que la acción de G sea fiel (los elementos que no son la identidad actúan de manera no trivial), aunque en el presente artículo no se hace. Por lo tanto, existe un grupo de acciones de G en X que se puede considerar como que preserva alguna "estructura geométrica" en X y convierte a X en una única G-órbita.

## Definición formal
Sea X un conjunto no vacío y G un grupo. Entonces X se llama espacio G si está equipado con una acción de G sobre X. Téngase en cuenta que automáticamente G actúa mediante automorfismos (biyecciones) en el conjunto. Si X además pertenece a alguna categoría, entonces se supone que los elementos de G actúan como automorfismos en la misma categoría. Es decir, las aplicaciones en X provenientes de elementos de G conservan la estructura asociada con la categoría (por ejemplo, si X es un objeto difeomorfo, entonces la acción debe ser realizada por un difeomorfismo). Un espacio homogéneo es un espacio G sobre el cual G actúa transitivamente.
De manera sucinta, si X es un objeto de la categoría C, entonces la estructura de un espacio G es un homomorfismo:
{\displaystyle \rho :G\to \mathrm {Aut} _{\mathbf {C} }(X)}
en el grupo de automorfismos del objeto X en la categoría C. El par (X, ρ) define un espacio homogéneo siempre que ρ(G) sea un grupo transitivo de simetrías del conjunto subyacente de X.

### Ejemplos
Por ejemplo, si X es un espacio topológico, se supone que los elementos del grupo actúan como homeomorfismos en X. La estructura de un espacio G es un homomorfismo de grupo ρ : G → Homeo(X) en el grupo de homeomorfismos de X.
De manera similar, si X es una variedad diferenciable, entonces los elementos del grupo son difeomorfos. La estructura de un espacio G es un homomorfismo de grupo ρ : G → Diffeo(X) en el grupo de difeomorfismos de X.
Los espacios simétricos de Riemann son una clase importante de espacios homogéneos e incluyen muchos de los ejemplos que se enumeran a continuación.
Entre los ejemplos concretos, figuran:
| Espacio {\displaystyle X}                                   | Grupo {\displaystyle G}                | Estabilizador {\displaystyle H}                         |
| ----------------------------------------------------------- | -------------------------------------- | ------------------------------------------------------- |
| Espacio esférico {\displaystyle \mathbb {S} ^{n-1}}         | {\displaystyle \mathrm {O} (n)}        | {\displaystyle \mathrm {O} (n-1)}                       |
| Orientado {\displaystyle \mathbb {S} ^{n-1}}                | {\displaystyle \mathrm {SO} (n)}       | {\displaystyle \mathrm {SO} (n-1)}                      |
| Espacio proyectivo {\displaystyle \mathbb {PR} ^{n-1}}      | {\displaystyle \mathrm {PO} (n)}       | {\displaystyle \mathrm {PO} (n-1)}                      |
| Espacio euclídeo {\displaystyle \mathbb {E} ^{n}}           | {\displaystyle \mathrm {E} (n)}        | {\displaystyle \mathrm {O} (n)}                         |
| Orientado {\displaystyle \mathbb {E} ^{n}}                  | {\displaystyle \mathrm {E} ^{+}(n)}    | {\displaystyle \mathrm {SO} (n)}                        |
| Espacio hiperbólico {\displaystyle \mathbb {H} ^{n}}        | {\displaystyle \mathrm {O} ^{+}(1,n)}  | {\displaystyle \mathrm {O} (n)}                         |
| Orientado {\displaystyle \mathbb {H} ^{n}}                  | {\displaystyle \mathrm {SO} ^{+}(1,n)} | {\displaystyle \mathrm {SO} (n)}                        |
| Anti espacio de Sitter {\displaystyle \mathrm {AdS} _{n+1}} | {\displaystyle \mathrm {O} (2,n)}      | {\displaystyle \mathrm {O} (1,n)}                       |
| Grassmanniano {\displaystyle \mathrm {Gr} (r,n)}            | {\displaystyle \mathrm {O} (n)}        | {\displaystyle \mathrm {O} (r)\times \mathrm {O} (n-r)} |
| Espacio afín {\displaystyle \mathbb {A} (n,K)}              | {\displaystyle \mathrm {Aff} (n,K)}    | {\displaystyle \mathrm {GL} (n,K)}                      |

Grupos de isometría
- Curvatura positiva:

1. Esfera (grupo ortogonal): {\displaystyle S^{n-1}\cong \mathrm {O} (n)/\mathrm {O} (n-1)}. Esto es cierto debido a las siguientes observaciones: Primero, {\displaystyle S^{n-1}} es el conjunto de vectores en {\displaystyle \mathbb {R} ^{n}} con norma {\displaystyle 1}. Si se considera uno de estos vectores como un vector base, entonces se puede construir cualquier otro vector mediante una transformación ortogonal. Si se considera el tramo de este vector como un subespacio unidimensional de {\displaystyle \mathbb {R} ^{n}}, entonces el complemento es un espacio vectorial {\displaystyle (n-1)}-dimensional que es invariante bajo una transformación ortogonal de {\displaystyle {\text{O}}(n-1)}. Esto muestra por qué se puede construir {\displaystyle S^{n-1}} como un espacio homogéneo.
2. Esfera orientada (grupo ortogonal): {\displaystyle S^{n-1}\cong \mathrm {SO} (n)/\mathrm {SO} (n-1)}
3. Espacio proyectivo (grupo ortogonal proyectivo): {\displaystyle \mathrm {P} ^{n-1}\cong \mathrm {PO} (n)/\mathrm {PO} (n-1)}

- Plano (curvatura cero):

1. Espacio euclídeo (grupo euclídeo, el estabilizador puntual es un grupo ortogonal): 'An ≅ E(n)/O(n)

- Curvatura negativa:

1. Espacio hiperbólico (grupo de Lorentz, grupo ortogonal del estabilizador de puntos, correspondiente al modelo hiperboloide): 'Hn ≅ O+(1, n)/O(n)
2. Espacio hiperbólico orientado: SO+(1, n)/SO(n)
3. Espacio-tiempo anti de Sitter: AnuncioSn+1 = O(2, n)/O(1, n)

Otros
- Espacio afín sobre el campo K (para el grupo afín, grupo lineal general estabilizador de punto): 'An = Aff(n, K)/GL(n, K).
- Grasmaniano: {\displaystyle \mathrm {Gr} (r,n)=\mathrm {O} (n)/(\mathrm {O} (r)\times \mathrm {O} (n-r))}
- Espacios vectoriales topológicos (en el sentido de la topología)

## Geometría
Desde el punto de vista del Programa de Erlangen, se puede entender que "todos los puntos son iguales" en la geometría de X. Esto se aplicaba esencialmente a todas las geometrías propuestas antes de la aparición de la geometría de Riemann, a mediados del siglo XIX.
Así, por ejemplo, el espacio euclídeo, el espacio afín y el espacio proyectivo son espacios naturalmente homogéneos para sus respectivos grupos de simetría. Lo mismo ocurre con los modelos encontrados de geometría no euclidiana de curvatura constante, como el espacio hiperbólico.
Otro ejemplo clásico es el espacio de las rectas en el espacio proyectivo de tres dimensiones (de manera equivalente, el espacio de los subespacios bidimensionales de un espacio vectorial de cuatro dimensiones). Es simple demostrar en álgebra lineal que GL4 actúa transitivamente sobre ellos. Se puede parametrizarlos mediante coordenadas de línea: estos son los menores de orden 2 × 2 de la matriz de 4 × 2 con dos vectores base del subespacio como columnas. La geometría del espacio homogéneo resultante es la geometría lineal de Julius Plücker.

## Espacios homogéneos como espacios declases laterales
En general, si X es un espacio homogéneo de G, y Ho es el estabilizador de algún punto marcado o en X (una elección de origen), los puntos de X corresponden a las clases laterales a la izquierda G/Ho, y el punto marcado o corresponde a la clase lateral de la identidad. Por el contrario, dado un espacio lateral G/H, es un espacio homogéneo para G con un punto distinguido, a saber, la clase lateral de la identidad. Por tanto, un espacio homogéneo puede considerarse como un espacio lateral sin elección de origen.
Por ejemplo, si H es el subgrupo de identidad {e}, entonces X es un G-torsor, lo que explica por qué los G-torsores a menudo se describen intuitivamente como "{\displaystyle G} sin considerar la identidad".
En general, una elección diferente del origen o conducirá a un cociente de G por un subgrupo diferente Ho′ que está relacionado con Ho por un automorfismo interno de G. Específicamente,
| :{\displaystyle H_{o'}=gH_{o}g^{-1}} | \| \| \| \| \| \| \| \| | (1) |
|                                      |                         |     |
|                                      |                         |     |

donde g es cualquier elemento de G para el que go = o′. Téngase en cuenta que el automorfismo interno (1) no depende de qué g se seleccione; depende solo del módulo g Ho.
Si la acción de G sobre X es continua y X es de Hausdorff, entonces H es un grupo topológico de G. En particular, si G es un grupo de Lie, entonces H es un grupo de Lie según el teorema de Cartan. Por lo tanto, G/H es una variedad diferenciable y, por lo tanto, X porta una estructura suave única compatible con la acción del grupo.
Se puede ir más allá a los espacios de clase lateral doble, en particular las formas de Clifford-Klein Γ\G/H, donde Γ es un subgrupo discreto (de G) que actúa como acción.

## Ejemplo
Por ejemplo, en el caso de la geometría lineal, se puede identificar H como un subgrupo de 12 dimensiones del grupo lineal general, GL(4) de 16 dimensiones, definido por condiciones en las entradas de la matriz:
h13 = h14 = h23 = h24 = 0,
buscando el estabilizador del subespacio abarcado por los dos primeros vectores de una base estándar. Eso demuestra que X tiene dimensión 4.
Dado que las coordenadas homogéneas dadas por los menores son 6, esto significa que estos últimos no son independientes entre sí. De hecho, existe una única relación cuadrática entre los seis menores, como sabían los geómetras del siglo XIX.
Este ejemplo fue el primer ejemplo conocido de grasmaniano, además de un espacio proyectivo. Hay muchos más espacios homogéneos de los grupos lineales clásicos de uso común en matemáticas.

## Espacios vectoriales prehomogéneos
La idea de espacio vectorial prehomogéneo fue introducida por Mikio Satō.
Es un espacio vectorial V de dimensión finita con una acción de grupo de un grupo algebraico G, tal que hay una órbita de G que está abierta para la topología de Zariski (y por lo tanto, densa). Un ejemplo es GL(1) actuando sobre un espacio unidimensional.
La definición es más restrictiva de lo que parece inicialmente: dichos espacios tienen propiedades notables y existe una clasificación de espacios vectoriales prehomogéneos irreducibles, hasta una transformación conocida como "enroque".

## Espacios homogéneos en física
Dado el grupo de Poincaré G y su subgrupo el grupo de Lorentz H, el espacio de clases laterales G/H es el álgebra del espacio-tiempo de Minkowski.
La cosmología física que utiliza la relatividad general hace uso del sistema de clasificación de Bianchi. Los espacios homogéneos en relatividad representan el espacio sobre el que se define la métrica de fondo para algunos modelos cosmológicos. Por ejemplo, los tres casos de métrica de Friedman-Lemaître-Robertson-Walker pueden estar representados por subconjuntos de los tipos de Bianchi I (plano), V (abierto), VII (plano o abierto) y IX (cerrado), mientras que el universo Mixmaster representa un ejemplo anisotrópico de la cosmología IX de Bianchi.
Un espacio homogéneo de N dimensiones admite un conjunto de {\displaystyle {\tfrac {1}{2}}N(N+1)} vectores de Killing. Para tres dimensiones, esto da un total de seis campos vectoriales de Killing linealmente independientes. Los 3 espacios homogéneos tienen la propiedad de que se pueden usar combinaciones lineales de estos para encontrar tres campos vectoriales de Killing que no desaparecen en todas partes ({\displaystyle \xi _{i}^{(a)}}),
{\displaystyle \xi _{[i;k]}^{(a)}=C_{\ bc}^{a}\xi _{i}^{(b)}\xi _{k}^{(c)}}
donde el objeto {\displaystyle C_{\ bc}^{a}}, las "constantes de estructura", forman un tensor constante antisimétrico en sus dos índices inferiores (en el lado izquierdo, los corchetes denotan antisimetrización y ";" representa el operador diferencial covariante). En el caso de un universo isotrópico plano, una posibilidad es que {\displaystyle C_{\ bc}^{a}=0} (tipo I), pero en el caso de un universo FLRW cerrado (según la métrica de Friedman-Lemaître-Robertson-Walker), {\displaystyle C_{\ bc}^{a}=\varepsilon _{\ bc}^{a}} donde {\displaystyle \varepsilon _{\ bc}^{a}} es el Símbolo de Levi-Civita.